# Labeobarbus malacanthus
Labeobarbus malacanthus is een  straalvinnige vissensoort uit de familie van eigenlijke karpers (Cyprinidae). De wetenschappelijke naam van de soort is voor het eerst geldig gepubliceerd in 1911 door Pappenheim.
De soort staat op de Rode Lijst van de IUCN als niet bedreigd, beoordelingsjaar 2009.